# Пожелание (песня)
Пожелание — песня композитора Алексея Экимяна на стихи Расула Гамзатова «Моё пожелание» в переводе Наума Гребнева. Стихотворение впервые было опубликовано в 1957 году в книге Расула Гамзатова «Новая встреча». В 1981 году вышла пластинка Вахтанга Кикабидзе «Пожелание» с двенадцатью песнями. Вся советская страна запела пожелания «Я хочу, чтобы песни звучали».
Стихи Расула Гамзатова из песни «Моё пожелание» разошлись на цитаты.

## История создания

### Стихотворение «Моё пожелание»
Дагестанский поэт Расул Гамзатов написал стихотворение «Моё пожелание» на родном языке, по-аварски.
Стихотворение «Моё пожелание» в переводе Наума Гребнева было опубликовано в 1957 году в книге Расула Гамзатова «Новая встреча».
Стихотворение аккумулирует добрые, тёплые пожелания к Новому году всем хорошим людям:

Город наш присыпает порошей,

 Новый год наступает опять...

Я желаю всем людям хорошим

То, что может лишь друг пожелать.

Чтобы люди с улыбкой встречались,

 А прощались грустны и тихи,

 Чтобы дети без боли рождались,

 Чтобы с болью рождались стихи.

Для болтунов, скупердяев, лицемеров, врунов у поэта нашлись острые, эмоциональные, веселые и с юмором пожелания зубной боли и прочего. 

 Я хочу пожелать Дагестану

Много новых поэтов больших.

Ничего, что неслышен я стану,

Заглушаемый голосом их.

А тебе, женолюб многогрешный,

Я желаю признанья вины,

Чтоб просил целый год безуспешно

Ты прощенья у первой жены.

А с тобою что делать, не знаю,

Говорун, ты меня извини:

 Я желаю, чтоб немочь зубная 

Нас спасла от твоей болтовни.

Я желаю ещё, как ни странно,

Чтобы гости стучались к тому,

 Кто, забыв про закон Дагестана, 

Скуповат и не рад никому.

В конце стихотворения — обязательный позитив и жизнелюбие. Стихи полны душевного тепла, человечности, сердечности, лиризма.

### Создание песни
Стихотворение стало песней в 1981 году, когда им вдохновился необычный композитор-песенник и одновременно генерал Алексей Экимян, выбравший исполнителем своей мелодии народного артиста Грузии Вахтанга Кикабидзе. Вахтанг Кикабидзе вспоминал:

Наше знакомство было странным. Однажды мне позвонили из Тбилиси, из УВД. Сказали, что приехал какой-то московский генерал, который в свободное время пишет песни и хочет, чтобы я их исполнил… Отбояриться не получилось — уже минут через двадцать ко мне домой явились высокопоставленные чиновники, среди них Экимян в генеральской форме. Нехотя поехал с ними на студию. Но потом послушал песни, штук четырнадцать, и понял — то, что надо! Я записал их с ходу на следующий же день. Даже не репетировал, настолько они оказались мелодичными: просто брал текст, слушал музыку и пел… Экимян остался очень доволен. Позвонил мне, сказал, что хочет вместе сфотографироваться для диска. Я ответил: "Конечно! Только надень белый костюм. Как зачем? Расписываться на твоем костюме стану, автографы давать!
 Певец и композитор записали пластинку, названную «Пожелание» по одноимённой песне с тёплыми словами «Я хочу, чтобы песни звучали, чтоб вином наполнялся бокал», и выпущенную фирмой «Мелодия». Пластинка имела огромный успех, а песня «Пожелание» стала застольной, войдя в золотой фонд советской эстрады 60-80-х годов, благодаря теплой, душевной, очень искренней мелодии.

## Слова
Сохранилось видео, где Яков Смоленский читает стихотворение «Моё пожелание».
Сохранилось видео, где Вахтанг Кикабидзе поёт песню, а укороченные стихи Расула Гамзатова с переставленными четверостишиями в песне звучат так:

1.

Невозможно прожить без печали,

 Но хочу я, друзья, пожелать, 

Чтобы в радости вы забывали,

 Что недавно пришлось горевать.

Припев:

Я хочу, чтобы песни звучали,

 Чтоб вином наполнялся бокал,

 Чтоб друг другу вы все пожелали

 То, что я вам сейчас пожелал.

2.

Я желаю вам друга такого,

Чтоб в тяжёлый, нерадостный час

 Произнёс настоящее слово,

 Что спасительным будет для вас.

Припев

3.

Я хочу, чтобы звонкий, счастливый,

 Всюду слышался смех детворы,

 Чтобы девушки были красивы,

 Чтобы юноши были мудры.

Припев

4.  

Если девушка нынешним летом 

Обижала тебя, не любя,

 Пусть она пожалеет об этом, 

Потому что полюбит тебя.

Припев

Песня «Пожелание» стала одной из любимых новогодних песен XX века. В Новогоднем «Голубом огоньке» 1981—1982 года Вахтанг Кикабидзе, исполнитель роли лётчика в фильме «Мимино» (1977), поёт песню «Пожелание» на борту самолёта в кабине экипажа.